# Draba minima
Draba minima är en korsblommig växtart som först beskrevs av Carl Anton von Meyer, och fick sitt nu gällande namn av Ernst Gottlieb von Steudel. Draba minima ingår i släktet drabor, och familjen korsblommiga växter. Inga underarter finns listade i Catalogue of Life.